# رسالة الإيمان
رسالة الإيمان هو كتاب للدكتور صالح سرية في 1973م، اشتمل على دعائم فكره على مقولات تبناها الجهاديون من بعده، وصارت ركيزة لفكر السلفية الجهادية وبوادر له.
في كتيّبه يحاول سِرّية تشخيص «الكفر المعاصر» الذي وقع فيه المسلمون من حاكمية غير الله، والتصدي لهذه «الردة». فيميز بين دار الإسلام التي تكون فيها كلمة الله هي العليا، ويحكم فيها بما أنزل الله، حتى لو كان كل سكانها كافرين، ودار الكفر التي تكون فيها كلمة الكفر هي العليا، ولا يحكم فيها بما أنزل الله، ولو كان كل سكانها مسلمين. وعليه، فإن الدولة القائمة في جميع بلاد الإسلام «كافرة»، وأما المجتمعات فهي «مجتمعات جاهلية». والجهاد ضد هذه الدولة فرض عين، تلكأت الحركات الإسلامية عن القيام به حتى الآن، خوفا من إراقة الدماء. لكن، وخلافاً للفكر السلفي، يرى سِرّية أن الإسلام لم يضع نظاماً محدداً للحكومة وسلطاتها، ولا تصوراً للعلاقة بين هذه السلطات، ولم ينص الإسلام على طريقة معينة في اختيار رئيس الدولة، حيث يفتح الإسلام المجال للتغير، وفق الزمان والظروف. فالمطلوب تطبيق ما ورد في الكتاب والسنة، وأي نظام يفعل ذلك فهو نظام إسلامي، فليست العبرة في التسمية، بل في التطبيق.

## أفكار الكتاب
- الجهاد هو الطريق لإقامة الدول الإسلامية.
- لا يجوز موالاة الكفار والأنظمة الكافرة ومن فعل ذلك فهو كافر. من مات دفاعاً عن حكومة كافرة ضد من قاموا لإقامة الدولة الإسلامية فهو كافر إلا إذا كان مكرهاً فإنه يبعث على نيته. من اشترك في حزب عقائدي غير إسلامي فهو كافر، كذلك من اشترك في جمعية عالمية كالماسونية أو اعتنق فلسفة مخالفة كالوجودية أو البرجماتية.
- دار الإسلام هي التي تكون فيها كلمة الله هي العليا، ويحكم فيها بما أنزل الله، حتى لو كان كل سكانها كافرين، ودار الكفر التي تكون فيها كلمة الكفر هي العليا، ولا يحكم فيها بما أنزل الله، ولو كان كل سكانها مسلمين.
- يرى سريّة أنه يجوز أن يكون المسلم موظفًا في الدولة الكافرة أو رئيسا لها شرط أن يوضح عقيدته وصريحًا في سعيه باستخدام السلطة إلى تحويلها إلى دولة إسلامية. وفي حال وجود نظام ديمقراطي يجوز للجماعة المسلمة المشاركة انتخابًا لدخول البرلمان. وفي حالة أن يكون العلن غير ممكن يجوز سرية، الدخول في مختلف اختصاصات الدولة بأمر من الجماعة. شرط استغلال منصبه لمساعدت الجماعة في الاستيلاء على السلطة، أو التخفيف عنها في حالة المحنة.[2]